# Paramastax lingulata
Paramastax lingulata är en insektsart som beskrevs av Marius Descamps 1973. Paramastax lingulata ingår i släktet Paramastax och familjen Eumastacidae. Inga underarter finns listade i Catalogue of Life.